# Cirrhochrista kosemponialis
Cirrhochrista kosemponialis là một loài bướm đêm trong họ Crambidae.